# Phurun padai csonszol
A  Phurun padai csonszol (hangul: 푸른 바다의 전설, RR: Pureun bada-ui jeonseol), angol címén Legend of the Blue Sea, egy 2016-ban bemutatott dél-koreai televíziós sorozat, melyet a SBS csatorna vetített I Minho (Lee Min-ho) és Cson Dzsihjon (Jun Ji-hyun) főszereplésével.

## Szereplők
- I Minho (Lee Min-ho) (이민호): Kim Darjong / Ho Dzsundzse (김담령 / 허준재, Kim Da-ryung / Heo Joon-jae)
- Cson Dzsihjon (전지현, Jun Ji-hyun): Szehva / Sim Cshong (세화 / 심청, Se-hwa / Shim Cheong)